# Neferkara II
Neferkaura II (fl. XXII secolo a.C.) è stato un faraone appartenente alla VIII dinastia egizia.
Faraone durante il Primo periodo intermedio, il suo nome è attestato solamente dalla lista di Abido. Il Canone Reale di Torino, estremamente danneggiato in questa parte, sembra attribuirgli un regno di quattro anni e due mesi.
Come per altri sovrani di questa dinastia e delle dinastie IX e X è possibile che Neferkara II abbia regnato solamente su parte dell'Egitto e contemporaneamente con altri dinasti.
Per questo sovrano non esistono, allo stato attuale delle conoscenze, reperti archeologici ad esso collegabili.

## Liste Reali
| ra | nfr | kA |

| ra | nfr | kA |

| ra | nfr | kA |

| ra | nfr | kA |

| ra | nfr | kA |

| ra | nfr | kA |

| ra | nfr | kA |

| ra | nfr | kA |